# 得胜街道 (旅顺口区)
得胜街道，是中华人民共和国辽宁省大連市旅顺口区下辖的一个乡镇级行政单位。

## 行政区划
得胜街道下辖以下地区：
九三社区、光辉社区、黄金社区、大华社区、迎春社区、长兴社区和立新社区。